# Getty Villa

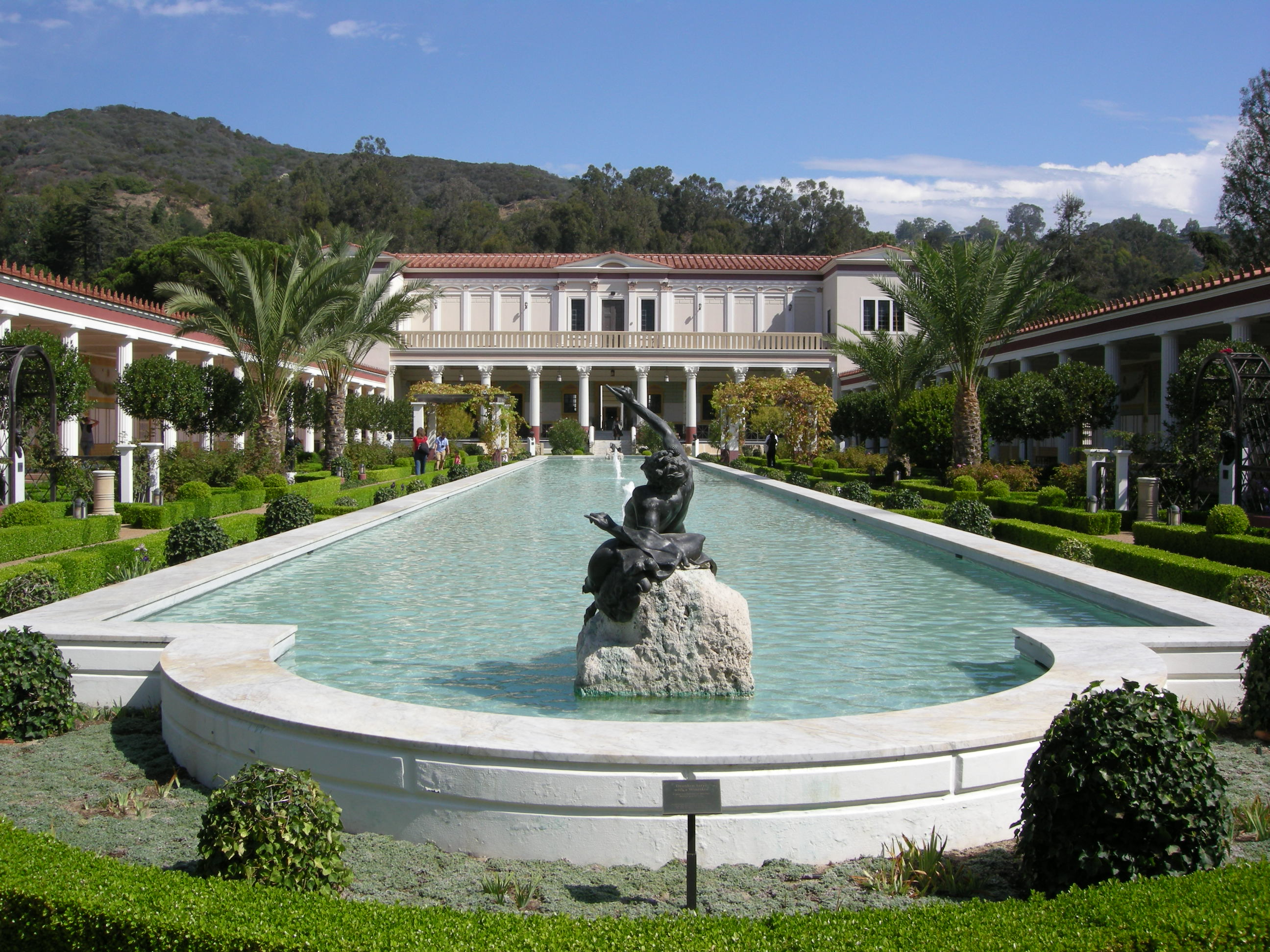
Äußeres Peristyl, Großer Gartenhof der Villa (2010)

Die Getty Villa in Pacific Palisades ist einer der beiden Standorte des J. Paul Getty Museums. Das der Villa dei Papiri in Herculaneum nachempfundene Gebäude beherbergt heute die Antikensammlung des Museums.

## Vorgeschichte
1945 erwarb der Ölmagnat J. Paul Getty ein 26 Hektar großes Grundstück direkt an der Pazifikküste. Neben einem Wohnhaus errichtete er 1954 im Anschluss daran eine Galerie für seine rasch wachsende Kunstsammlung. Als diese Präsentationsmöglichkeit wegen der weiter wachsenden Sammlung zu eng wurde, plante er ein eigenes Ausstellungsgebäude.

## Das Gebäude
Er ließ dazu auf der Rückseite des Grundstücks einen Nachbau der Villa dei Papiri in Herculaneum errichten. Da diese aber nicht komplett ausgegraben ist, handelt es sich um eine freie Nachschöpfung, basierend auf dem historischen Plan des Schweizer Archäologen Karl Weber, die jedoch auch architektonische Anleihen anderer antiker Gebäude aus Pompeji, Herculaneum und Stabiae aufnahm. Auch wurden – schon im Hinblick auf die Anforderungen eines modernen Museums – Kompromisse eingegangen, so etwa um Barrierefreiheit für Besucher zu erreichen. In der Villa befinden sich zudem Unterkünfte für Gastwissenschaftler. Die gesamte Villa ist zudem – im Gegensatz zum Original – unterkellert. Dort befindet sich eine Tiefgarage.
Das Museum wurde 1974 der Öffentlichkeit zur Verfügung gestellt. J. Paul Getty starb 1976 und stattete das Museum mit einer reichhaltigen Erbschaft aus. Da es Widerstände der Anrainer gegen eine Erweiterung des Museums an diesem Standort gab, wurde in den 1990er Jahren nach den Plänen von Richard Meier ein zweites Museumsgebäude, „The Getty Center“, weiter östlich und landeinwärts an der Interstate 405 errichtet. Anschließend wurde die Getty Villa ab 1997 einer großzügigen Renovierung unterzogen und am 28. Januar 2006 wieder eröffnet.
Die Kunstsammlung der Getty Villa wurde von den verheerenden Palisades Fires im Januar 2025 nicht beeinträchtigt, das Museum bleibt für Besucher jedoch geschlossen. Die Wiedereröffnung ist für 27. Juni 2025 angekündigt.

## Die Sammlung
Entgegen dem ursprünglichen Konzept, das im ersten Stock der Villa Gemälde zeigte, werden in der gesamten Anlage nun ausschließlich griechische, etruskische und römische Antiken gezeigt, die Gemäldesammlung dagegen wird heute im Getty Center präsentiert. Die in der Getty Villa ausgestellte Antikensammlung umfasst ca. 44.000 Objekte. Zu deren wertvollsten Objekten gehören der Jugendliche Sieger, eine lebensgroße griechische Bronzestatue, und der Lansdowne Herkules. Mit der Sammlung versuchte der US-amerikanische Ölmilliardär J. Paul Getty, Anschluss an das kulturelle Gebaren alteuropäischer Eliten zu gewinnen. Um die Sammlung aufzubauen, kaufte er auf dem Antikenmarkt weltweit Objekte an, überwiegend also Gegenstände ohne Provenienznachweis, die aus Raubgrabungen stammen. Nur sehr wenige der hier gesammelten Gegenstände können deshalb einem archäologischen Fundkontext zugeordnet werden.
Darüber hinaus werden in der Getty-Villa Sonder- und Wechselausstellungen mit Bezug auf das Hauptthema des Museums, die klassische Antike des Mittelmeerraumes, gezeigt.

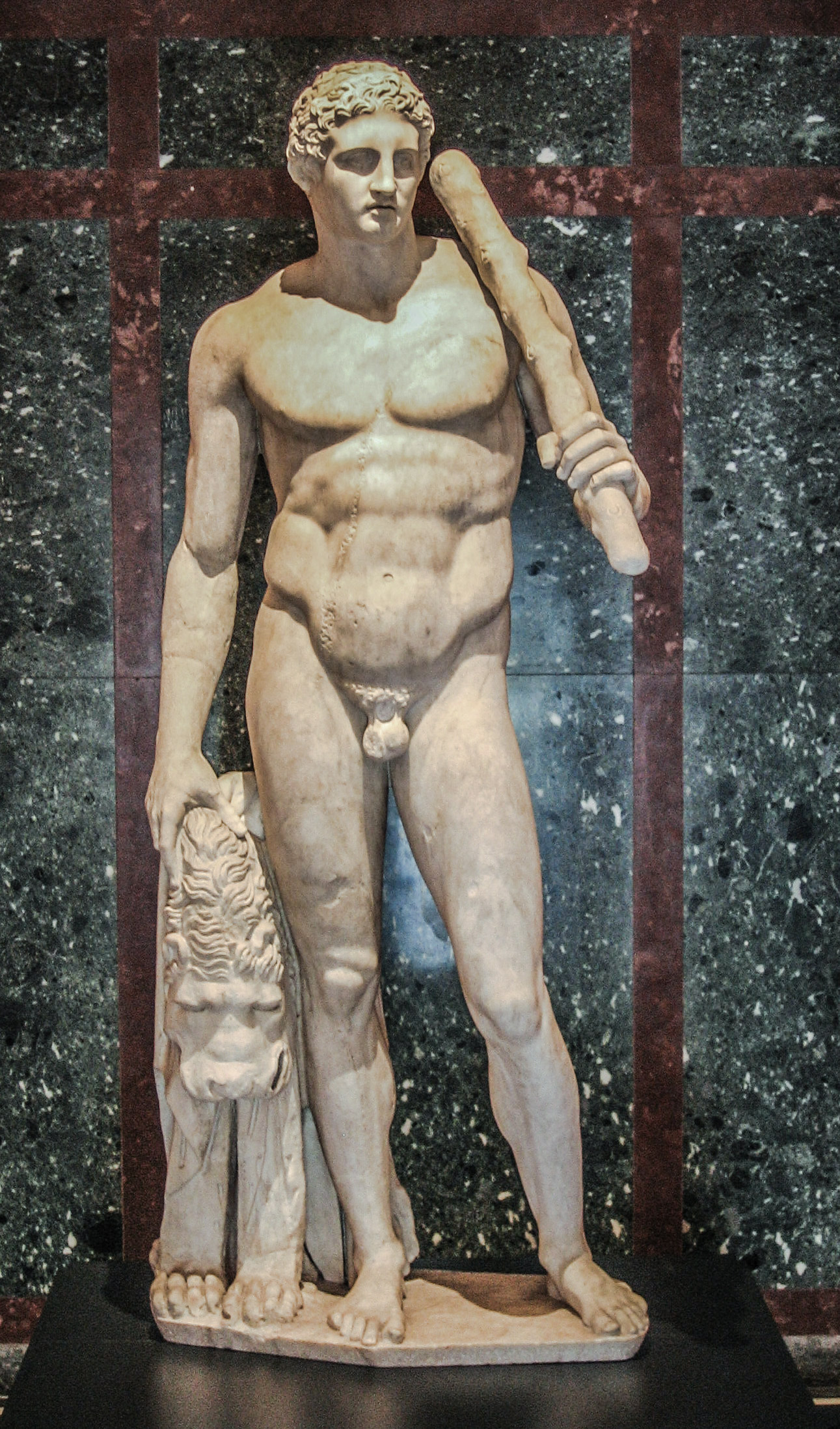
Lansdowne Herakles
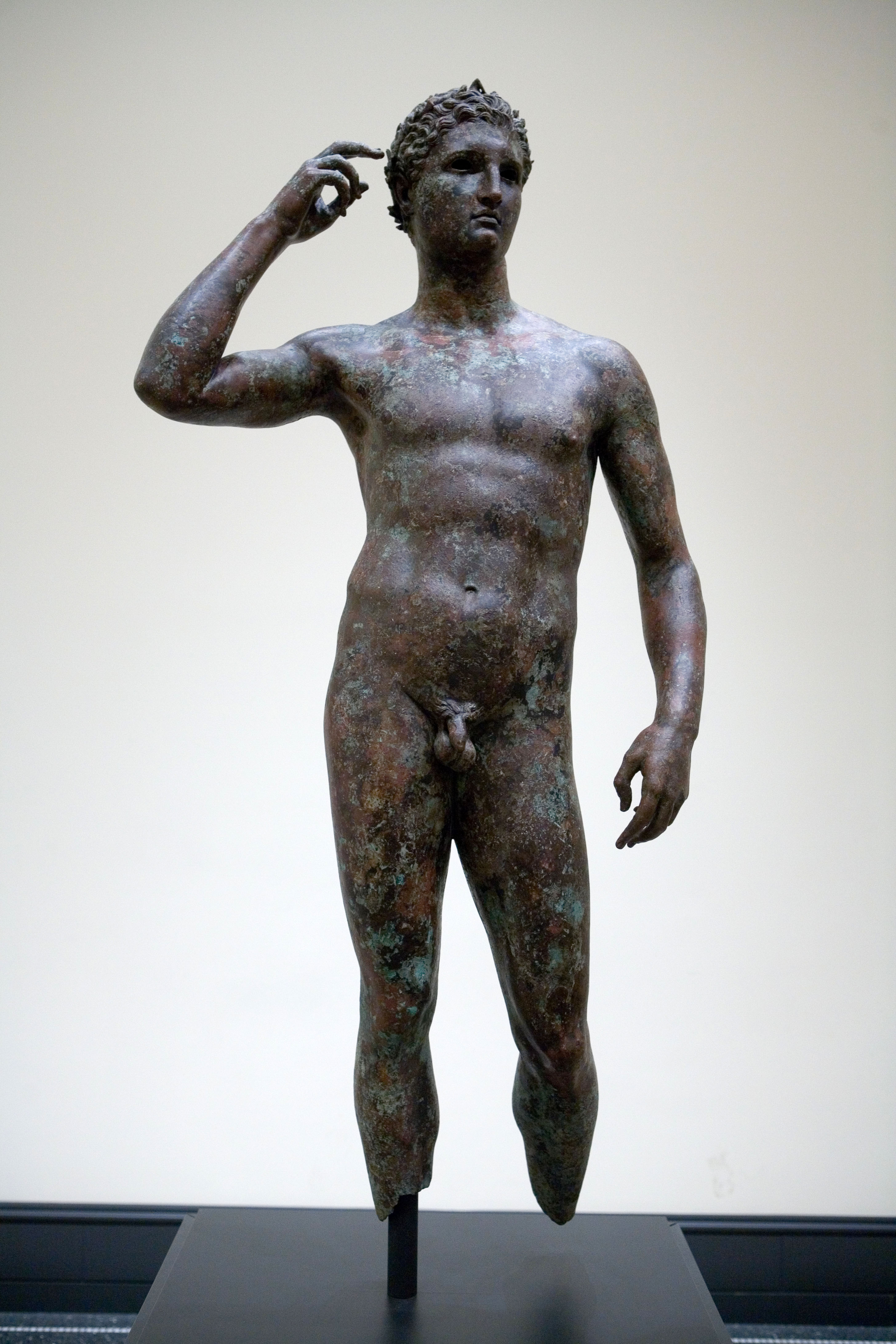
Der Athlet von Fano
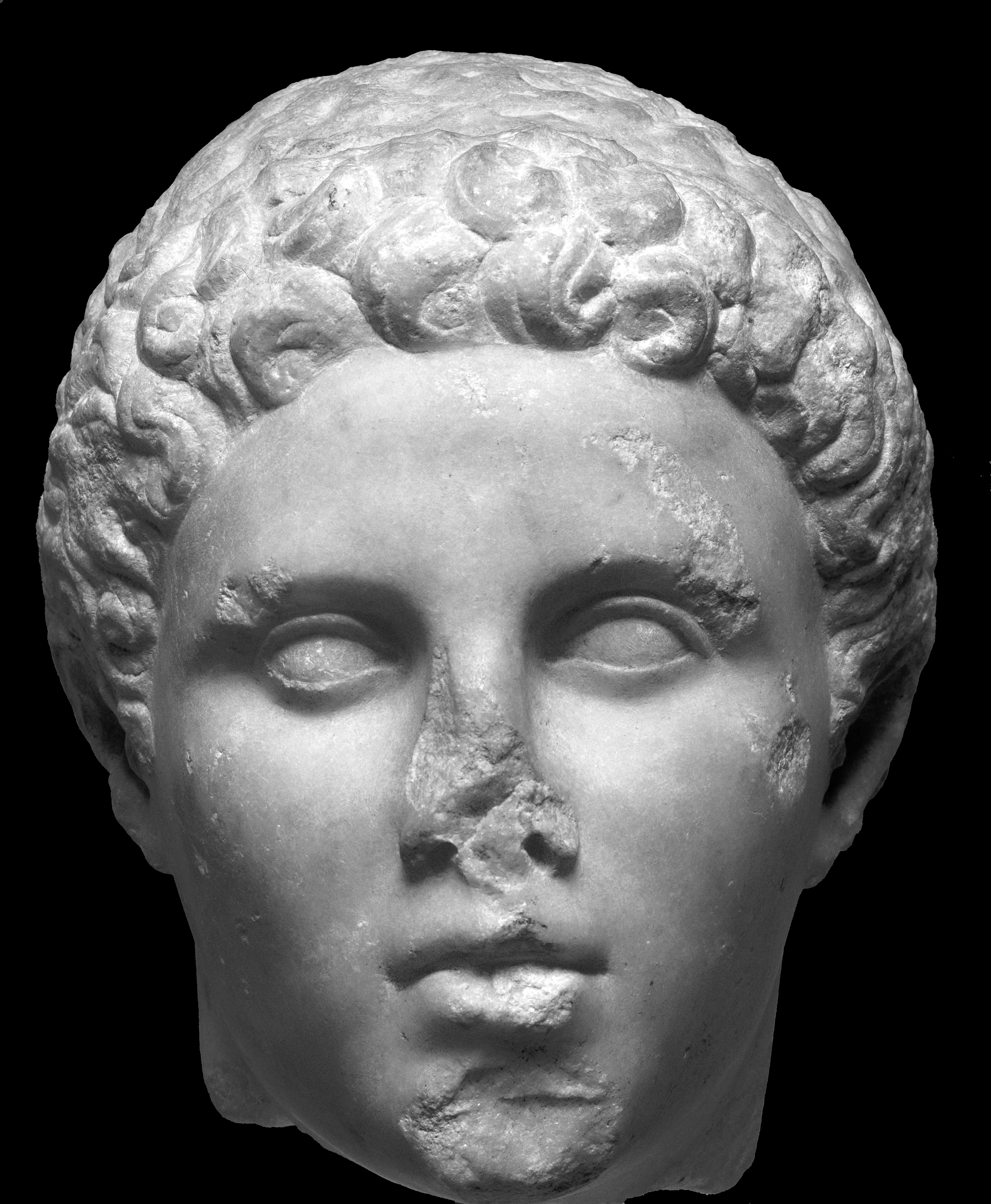
Marmorkopf des Hephaistion

## Besucherservice

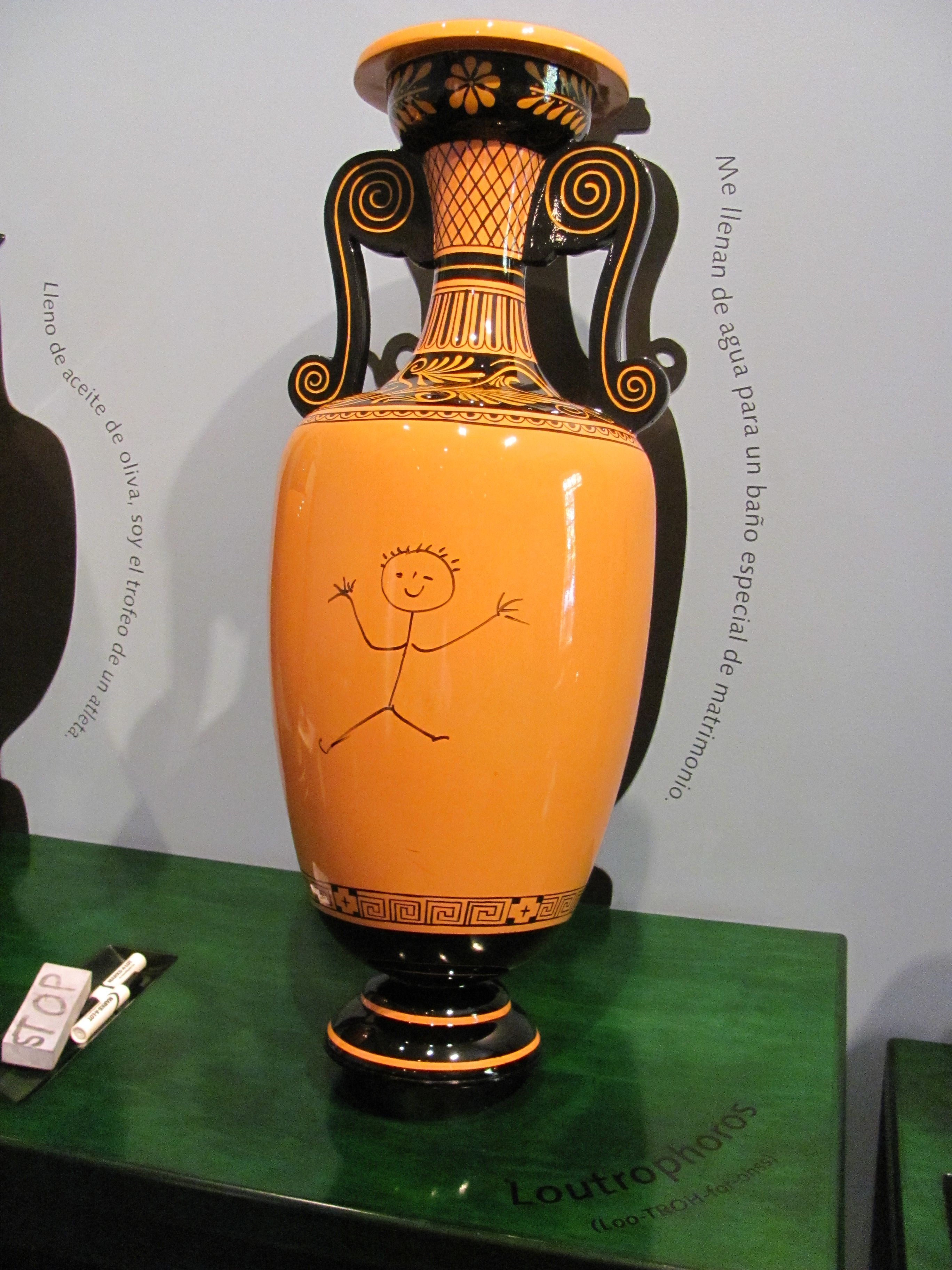
„Griechische“ Vase zum Selbstbemalen im Familien-Forum des Museums

Das Museum ist mit dem vollen Spektrum der Einrichtungen für die Besucherbetreuung ausgerüstet, Museumsshop und Cafeteria eingeschlossen. Der Eintritt in die Getty Villa ist frei. Jedoch müssen Eintrittskarten zuvor im Internet bestellt werden. Damit wird der Besucherstrom in der Anlage reguliert. Es ist nicht möglich, sich auf dem Gelände frei zu bewegen. Besucher, die mit eigenem Pkw ankommen, dürfen zu der (gebührenpflichtigen) Tiefgarage unter der Villa fahren. Besucher ohne eigenes Kraftfahrzeug werden am Eingang abgeholt und zur Villa gefahren.
Das Museum bietet täglich Bildungsangebote für Besucher, Vorträge, Führungen und gruppenspezifische Fortbildungen. Dazu zählt auch das „Familien-Forum“, ein Raum, in dem die Vasenmalerei der griechischen Antike kindgerecht dargestellt und erläutert wird.

## Trivia
- Die Getty Villa beherbergt heute auch den Studiengang der University of California, Los Angeles (UCLA) für die Restaurierung archäologischer und ethnographischer Objekte (UCLA/Getty Master’s Program in Archaeological and Ethnographic Conservation).
- Neben der Villa gibt es eine kleine Freilichtbühne im Stil eines antiken griechischen Theaters. Hier werden antike Dramen aufgeführt.